# Municipio de McKinnon
El municipio de McKinnon (en inglés: McKinnon Township) es un municipio ubicado en el condado de Foster en el estado estadounidense de Dakota del Norte. En el año 2010 tenía una población de 24 habitantes y una densidad poblacional de 0,26 personas por km².

## Geografía
El municipio de McKinnon se encuentra ubicado en las coordenadas 47°22′38″N 98°42′7″O / 47.37722, -98.70194. Según la Oficina del Censo de los Estados Unidos, el municipio tiene una superficie total de 93.36 km², de la cual 92,36 km² corresponden a tierra firme y (1,06 %) 0,99 km² es agua.

## Demografía
Según el censo de 2010, había 24 personas residiendo en el municipio de McKinnon. La densidad de población era de 0,26 hab./km². De los 24 habitantes, el municipio de McKinnon estaba compuesto por el 100 % blancos. Del total de la población el 0 % eran hispanos o latinos de cualquier raza.